# Florian Anderer

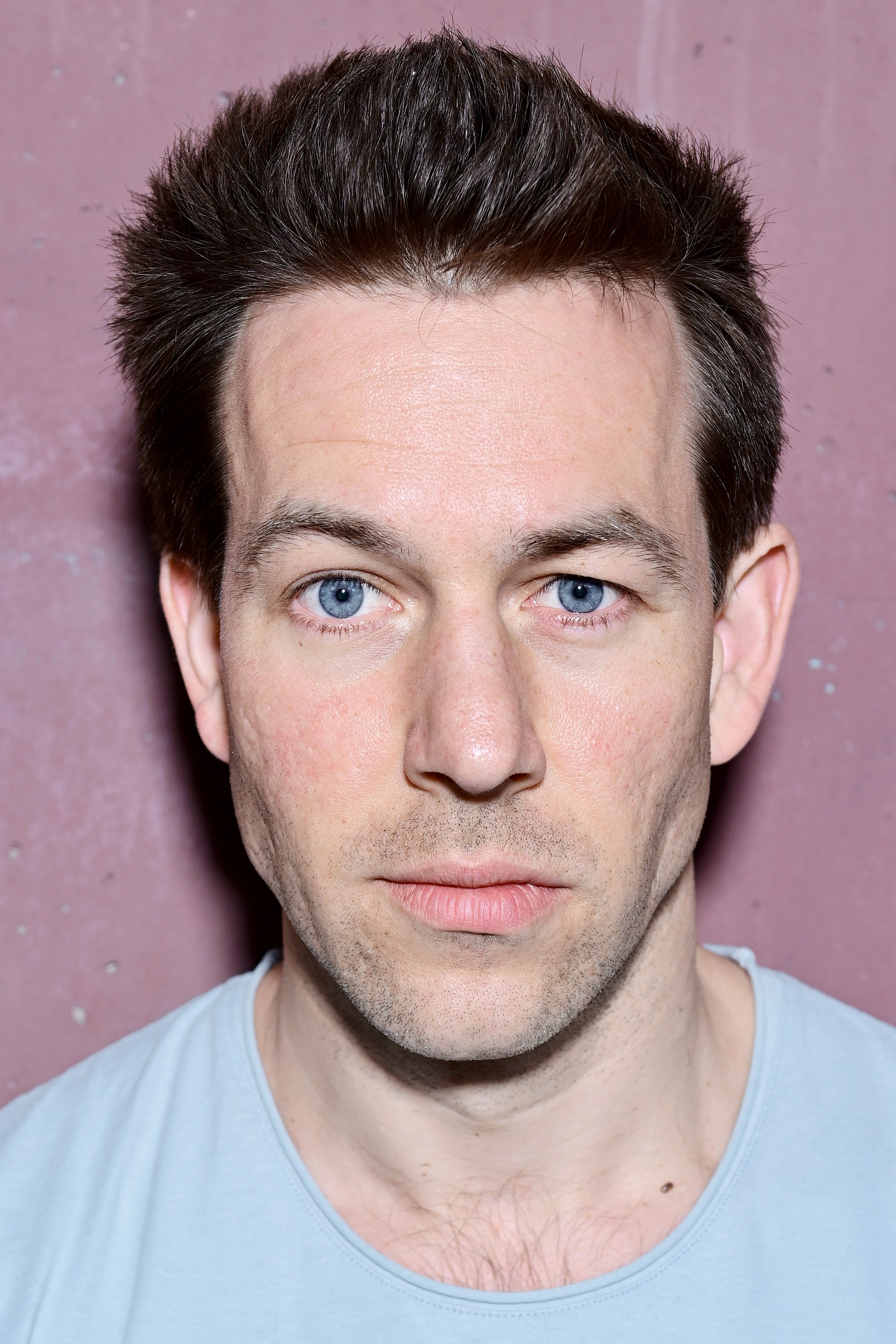
Florian Anderer (2020)

 Florian Anderer  (* 1. November 1980 in Karlsruhe) ist ein deutscher Schauspieler und Hörspielsprecher.

## Leben

### Ausbildung und Theater
Anderer, der 1999 und 2000 erste Engagements am Badischen Staatstheater Karlsruhe hatte, studierte von 2001 bis 2005 Schauspiel an der Hochschule der Künste Bern und schloss mit Diplom ab.
Während des Studiums gastierte er 2002 am Luzerner Theater. 2005 trat er bei den Ludwigsburger Schlossfestspielen als Karl Moor in Die Räuber auf. Sein erstes Festengagement hatte er von 2005 bis 2007 am Theater Vorpommern. Von 2007 bis 2009 war er am Theater für Niedersachsen engagiert.
Anschließend war er von 2009 bis 2012 festes Ensemblemitglied am Mecklenburgischen Staatstheater Schwerin, wo er u. a. mit Thorleifur Örn Arnarsson, Claudia Bauer, Markus Wünsch, Peter Dehler und Henriette Hörnigk zusammenarbeitete. In zwei Musical-Inszenierungen von Ralf Reichel spielte und sang er die Hauptrollen Seymour in Der kleine Horrorladen (2011) und Claude in Hair (2012). Am Staatstheater Schwerin begann 2011 mit der Rolle des Florindo in Der Diener zweier Herren auch seine regelmäßige Zusammenarbeit mit dem Regisseur Herbert Fritsch. Anderer arbeitete in den folgenden Jahren mit Fritsch u. a. am Theater Bremen (2012), an der Volksbühne Berlin (2015), am Opernhaus Zürich (2016), am Schauspielhaus Zürich (2017) und am Theater Basel (2023) zusammen.
2015 gastierte er am Thalia Theater Hamburg als Dolmetscher Gottfried in Theresia Walsers Stück Ich bin wie ihr, ich liebe Äpfel.
Von 2017 bis Juli 2020 war er festes Ensemblemitglied der Schaubühne am Lehniner Platz in Berlin.

### Film und Fernsehen
Neben seiner Tätigkeit am Theater wirkt er regelmäßig in Film- und Fernsehproduktionen mit, wo er insbesondere in diversen Krimi-Formaten zu sehen war.
In der 5. Staffel der TV-Serie Die Kanzlei (2020) übernahm er eine der Episodenhauptrollen als Lehrer, der unter Verdacht steht, einen Schüler misshandelt zu haben. In der 15. Staffel der ZDF-Serie Notruf Hafenkante (2020) hatte er eine weitere Episodenhauptrolle als tatverdächtiger verheirateter Malermeister und angeblich unwissender leiblicher Vater von zwei ausgesetzten Kindern, die er mit seiner Ex-Auszubildenden zeugte.
Im 12. Film der Krimireihe Der Zürich-Krimi mit dem Titel: Borchert und die Zeit zu sterben (2021) spielte Anderer den skrupellosen Hedgefonds-Manager Roman Decker. In der 3. Staffel der ZDF-Krimiserie SOKO Hamburg (2021) übernahm Anderer eine der Episodenhauptrollen als korrupter LKA-Beamter und Drogenfahnder Thomas Schumann.
Im Berliner Tatort: Die dritte Haut (2021) verkörperte Anderer an der Seite von Sesede Terziyan und Özay Fecht den tatverdächtigen Schwager des ermordeten Geschäftsführers einer türkischen Immobilienfirma. Im Kölner Tatort-Krimi Vier Jahre (2022) spielte Anderer den Streifenpolizisten und Polizeiobermeister Frank Heise, der während der Gefängniszeit eines wegen Mordes verurteilten Schauspielers eine Beziehung mit dessen Ehefrau eingeht.
In der 4. Staffel der ZDF-Serie Blutige Anfänger (2022) war er in einer Episodenhauptrolle als psychopathischer Paartherapeut Robert Lohmann zu sehen.

### Mitgliedschaften und Privates
Anderer ist Mitglied im Bundesverband Schauspiel (BFFS) und in der Genossenschaft Deutscher Bühnen-Angehöriger (GDBA).
Er ist seit Februar 2022 mit der Schauspielerin Pegah Ferydoni verheiratet und lebt in Berlin.

## Filmografie (Auswahl)
- 2013: Camille (Mittellanger Spielfilm)
- 2014: Gabriel (Kurzfilm)
- 2014: Dating Daisy (Fernsehserie, drei Folgen)
- 2015: Wanja (Kinofilm)
- 2015: Toro (Kinofilm)
- 2015: Mila (Fernsehserie)
- 2016: Die Stadt und die Macht (Fernsehserie)
- 2016: Schweigeminute (Fernsehfilm)
- 2016: Lose Sight (Kurzfilm)
- 2016: A woman like the sea (Kurzfilm)
- 2017: Zwei Bauern und kein Land (Fernsehfilm)
- 2017: Bad Cop – kriminell gut: Kindsköpfe (Fernsehserie, eine Folge)
- 2020: Die Kanzlei: Keine Bagatelle (Fernsehserie, eine Folge)
- 2020: Notruf Hafenkante: Herzlos (Fernsehserie, eine Folge)
- 2021: Der Zürich-Krimi: Borchert und die Zeit zu sterben (Fernsehreihe)
- 2021: SOKO Hamburg: Gegen die Zeit (Fernsehserie, eine Folge)
- 2021: Tatort: Die dritte Haut (Fernsehreihe)
- 2021: Nahschuss
- 2022: Tatort: Vier Jahre (Fernsehreihe)
- 2022: In Wahrheit: Unter Wasser (Fernsehreihe)
- 2022: Helen Dorn: Das rote Tuch (Fernsehreihe)
- 2022: Morden im Norden: Beste Freunde (Fernsehserie, eine Folge)
- 2022: Blutige Anfänger: Niemand ist sicher (Fernsehserie, eine Folge)
- 2023: Alaska
- 2023: 5 Seasons – eine Reise
- 2023: Marie Brand und die falsche Wahrheit (Fernsehreihe)
- 2023: In aller Freundschaft: Kein Zurück mehr! (Fernsehserie, eine Folge)
- 2023: Die Heiland – Wir sind Anwalt: Der Stalker (Fernsehserie, eine Folge)
- 2023: Jenseits der Spree: Einsam sterben (Fernsehserie, eine Folge)
- 2024: Kommissar Dupin – Bretonischer Ruhm (Krimi-Reihe, eine Folge)
- 2024: Morden auf Öd: Die Heimsuchung (Krimi-Reihe, eine Folge)

## Theater (Auswahl)
- 1999: Die Welle; Rolle: Brian; Regie: Gabriele Öttinger, Badisches Staatstheater Karlsruhe
- 2002: Amerika; Rolle: Chor; Regie: Jarg Pataki, Luzerner Theater
- 2005: Die Räuber; Rolle: Karl Moor; Regie: Thilo Voggenreiter, Ludwigsburger Schlossfestspiele
- 2006: Die Möwe; Rolle: Kostja; Regie: Matthias Nagatis, Theater Vorpommern
- 2006: Streit in Chiozza; Rolle: Toffolo; Regie: Karst Woudstra, Theater Vorpommern
- 2007: Woyzeck; Rolle: Tambourmajor; Regie: Karin Drechsel, Theater für Niedersachsen
- 2008: Geschichten aus dem Wiener Wald; Rolle: Alfred; Regie: Karin Drechsel, Theater für Niedersachsen
- 2009: Tod eines Handlungsreisenden; Rolle: Biff; Regie: Petra Wüllenweber, Theater für Niedersachsen
- 2009: Clockwork Orange; Rolle: Dim; Regie: Thorleifur Örn Arnarsson, Mecklenburgisches Staatstheater Schwerin
- 2010: Die heilige Johanna der Schlachthöfe; Rolle: Cridle, Regie: Claudia Bauer, Mecklenburgisches Staatstheater Schwerin
- 2011: Der Diener zweier Herren; Rolle: Florindo; Regie: Herbert Fritsch, Mecklenburgisches Staatstheater Schwerin
- 2012: Die Banditen; Rollen: Domino, Graf Gloria Cassis, Schatzmeister, u. a.; Regie: Herbert Fritsch, Theater Bremen
- 2012: Murmel Murmel; Rolle: Murmel; Regie: Herbert Fritsch; Volksbühne am Rosa-Luxemburg-Platz
- 2013: Frau Luna[15]; Rolle: Fritz Steppke; Regie: Herbert Fritsch; Volksbühne am Rosa-Luxemburg-Platz
- 2014: Ohne Titel Nr. 1; Regie: Herbert Fritsch; Volksbühne am Rosa-Luxemburg-Platz
- 2015: der die mann; Regie: Herbert Fritsch; Volksbühne am Rosa-Luxemburg-Platz
- 2015: Ich bin wie ihr, ich liebe Äpfel[16]; Rolle: Gottfried; Regie: Friederike Harmstorf, Thalia Theater Hamburg
- 2016: Der Freischütz[17][18]; Rolle: Samiel; Regie: Herbert Fritsch; Oper Zürich
- 2016: Pfusch[19]; Rolle: Pfuscher; Regie: Herbert Fritsch; Volksbühne am Rosa-Luxemburg-Platz
- 2017: Grimmige Märchen; Rolle: Rumpelstilzchen; Regie: Herbert Fritsch; Schauspielhaus Zürich
- 2017: Zeppelin (UA); Rolle: Ensemble; Regie: Herbert Fritsch; Schaubühne am Lehniner Platz
- 2018: Null; Rolle: Nullinger / Ensemble; Regie: Herbert Fritsch; Schaubühne am Lehniner Platz
- 2018: Champignol wider Willen; Rolle: Champignol; Regie: Herbert Fritsch; Schaubühne am Lehniner Platz
- 2019: Prometheus; Rolle: Adam; Regie: Bastian Reiber; Schaubühne am Lehniner Platz
- 2019: The Human Condition; Rolle: Ensemble; Regie: Patrick Wengenroth; Schaubühne am Lehniner Platz
- 2019: Amphitryon; Rolle: Amphitryon; Regie: Herbert Fritsch; Schaubühne am Lehniner Platz
- 2023: Pferd frisst Hut; Rolle: Emile Tarvenier: Regie: Herbert Fritsch; Theater Basel

## Hörspiele (Auswahl)
- 2003: Into thin air; Regie: Stefanie Grob, Josefwiese Zürich
- 2013: Vom Nachteil geboren zu sein; Regie: Kai Grehn, WDR
- 2013: Das Geld; Regie: Christiane Ohaus, Radio Bremen
- 2013: Was sie trugen; Regie: Harald Krewer, Deutschlandradio Kultur
- 2014: Als Mariner im Krieg; Regie: Harald Krewer, NDR/Deutschlandradio Kultur
- 2014: Happy Birthday; Regie: Christoph Pragua; WDR
- 2015: Ich hab mich nie wieder so frei gefühlt[20]; Regie: Thomas Leutzbach; WDR
- 2017: Wer ins Paradies will, muss erst mal am Leben vorbei; Regie: Mark Ginzler; SWR
- 2017: Back to Yerevan?; Feature von Beate Becker, Regie: Beate Becker, Deutschlandfunk Kultur
- 2018: Der nasse Fisch; mehrteilige ARD-Hörspielserie nach dem gleichnamigen Roman von Volker Kutscher; Regie: Benjamin Quabeck; Radio Bremen, WDR, rbb
- 2018: Unter Professoren; Regie: Robert Schoen; rbb
- 2019: Die Ungeschickte; Regie: Ulrich Lampen; Deutschlandfunk Kultur
- 2019: Traumland – Deutschland durch fremde Augen gesehen; Regie: Antje Vowinckel; Feature; Deutschlandfunk
- 2020: Das weiße Dorf; Regie: Anouschka Trocker; rbb
- 2020: ZeitZeichen; Regie: diverse; WDR
- 2021: Mein Freund Otto – Das große Geheimnis und ich; Autorin: Silke Lambeck; Regie: Robert Schoen; NDR, hr, Deutschlandfunk Kultur
- 2022: Ingeborg Bachmann/Max Frisch: Wir haben es nicht gut gemacht. Der Briefwechsel; Speak Low, Sprecher: Johanna Wokalek/Matthias Brandt/Florian Anderer u. a.